# دايكي تاكاماتسو
دايكي تاكاماتسو (高松 大樹) (ولد 8 سبتمبر 1981) هو لاعب كرة قدم ياباني، شارك في دورة الألعاب الأولمبية الصيفية سنة 2004 في اليونان.

## مسيرته الكروية
لعب دايكي تاكاماتسو خلال مسيرته الاحترافية مع ناديين في سبعة عشر موسمًا وسجل خلالها 75 هدفًا ضمن 365 مباراة. حيث فاز في موسم واحد بالكأس ولم يفز بأي دوري.
خاض دايكي تاكاماتسو مسيرته مع نادي أويتا ترينيتا في موسم 2000 في المرة الأولى ليلعب معه أحد عشر موسمًا ثم في موسم 2012 ليلعب معه خمسة مواسم، مشاركًا طوالها في 360 مباراة سجل خلالها 75 هدفًا. ثم انتقل إلى نادي طوكيو ما بين عامي 2011 و2012 لمدة موسم واحد، حيث شارك في 5 مباريات ولم يسجل أي هدف.

## وصلات خارجية
1. ↑  "معلومات عن دايكي تاكاماتسو على موقع scoresway.com". scoresway.com. مؤرشف من الأصل في 2018-02-26.
2. ↑  "معلومات عن دايكي تاكاماتسو على موقع sports-reference.com". sports-reference.com. مؤرشف من الأصل في 2017-07-24.
3. ↑  "معلومات عن دايكي تاكاماتسو على موقع national-football-teams.com". national-football-teams.com. مؤرشف من الأصل في 2020-03-15.
4. ↑  "دايكي تاكاماتسو". فرق كرة القدم الوطنية. Benjamin Strack-Zimmerman. اطلع عليه بتاريخ 2020-06-26.

- FIFA Statistics
- دايكي تاكاماتسو على موقع الاتحاد الدولي (مؤرشف)  (الإنجليزية)
- دايكي تاكاماتسو على موقع رابطة كرة القدم اليابانية للمحترفين (اليابانية)
- دايكي تاكاماتسو على موقع قاعدة بيانات كرة القدم.إي يو (الإنجليزية)
- دايكي تاكاماتسو على موقع ناشيونال فوتبول تيمز (الإنجليزية)
- دايكي تاكاماتسو على موقع Soccerway.com (الإنجليزية)
- دايكي تاكاماتسو على موقع عالم كرة القدم.نت (الإنجليزية)
- دايكي تاكاماتسو على موقع أوليمبيديا (الإنجليزية)